# Czesław Szczubełek

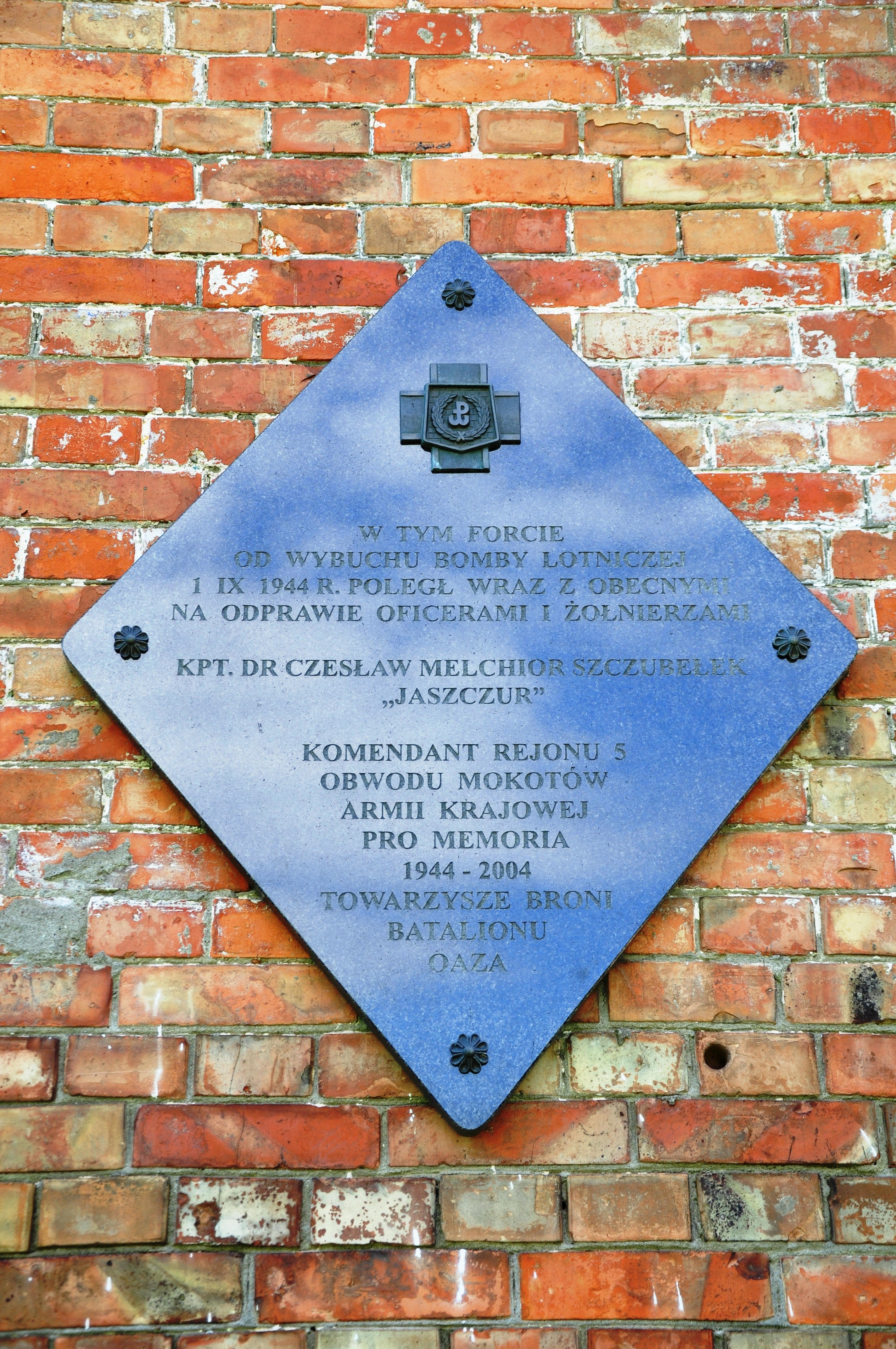
Tablica pamiątkowa poświęcona Czesławowi Szczubełkowi w Forcie Czerniakowskim

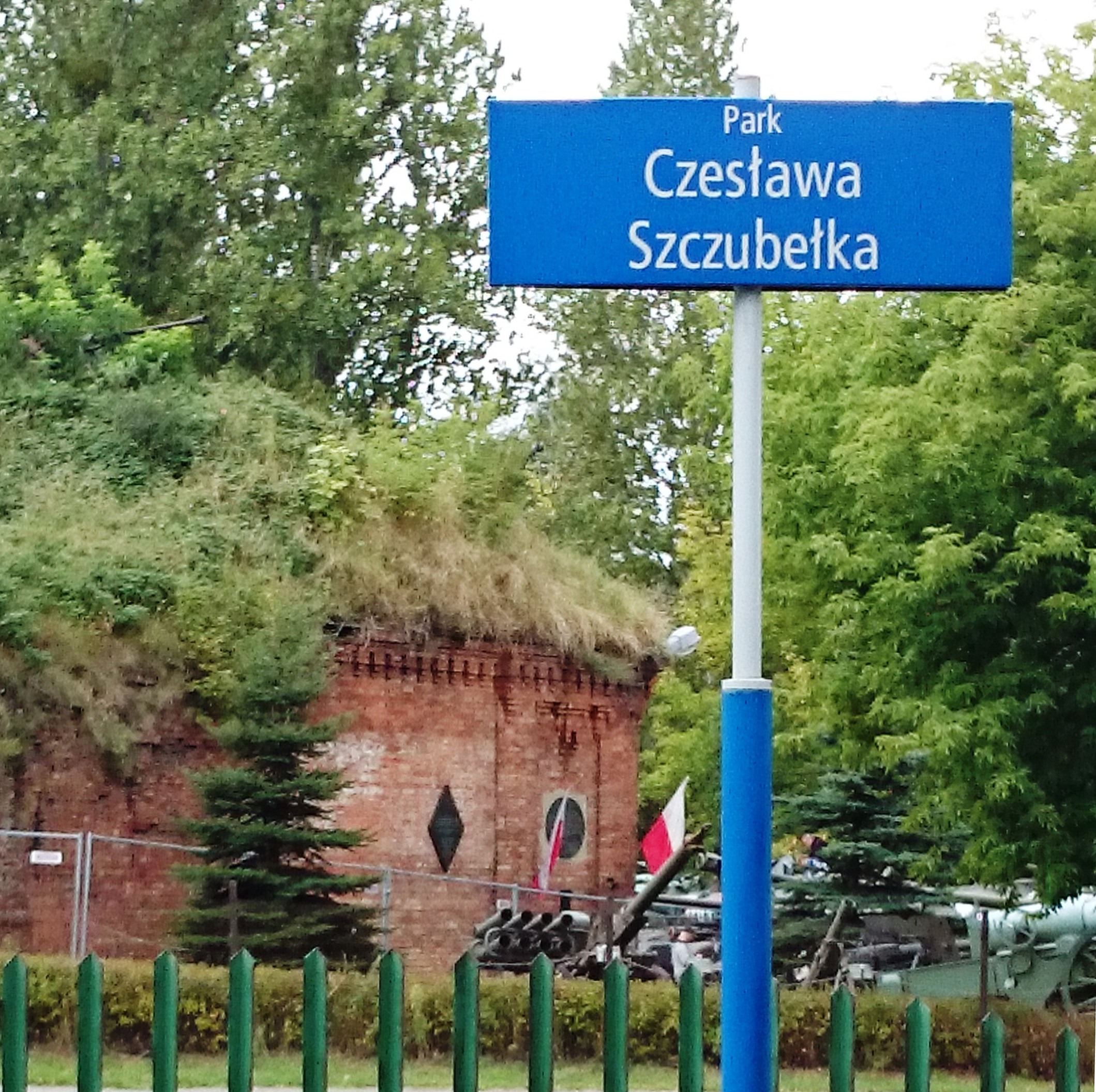
Widok z Parku Czesława Szczubełka przez ulicę Powsińską na Fort Czerniakowski, w którym Czesław Szczubełek zginął 1 września 1944 roku

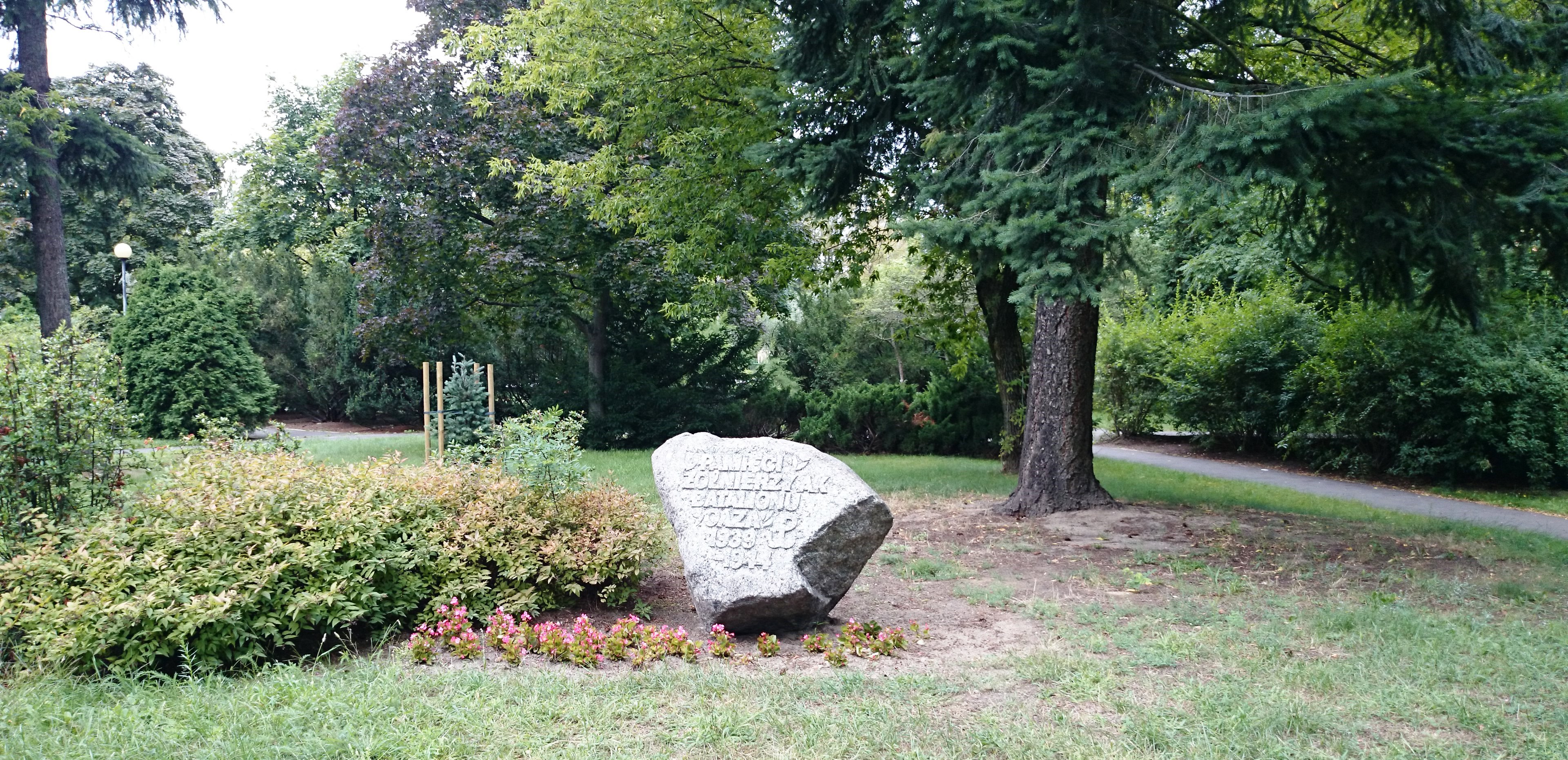
Park Czesława Szczubełka, w którym stoi głaz pamiątkowy (na zdjęciu) poświęcony Batalionowi „Oaza”

Melchior Czesław Szczubełek vel Eugeniusz Lenorski pseud. Jaszczur, Muzyk (ur. 7 stycznia 1905 w Uszpiaunach (Litwa), zm. 1 września 1944 w Warszawie) – polski lekarz internista, doktor medycyny, porucznik Wojska Polskiego II Rzeczypospolitej, oficer Armii Krajowej, powstaniec warszawski.
Czesław Szczubełek był synem Stanisława i Agnieszki z domu Rocławskiej. W 1927 roku zdał maturę w Gimnazjum im. Stanisława Wyspiańskiego w Mławie. Po ukończeniu studiów medycznych otrzymał dyplom lekarza medycyny w 1933 roku. W czasie nauki przeszedł obowiązkowe szkolenie wojskowe. W 1932 roku otrzymał stopień podporucznika rezerwy. Przed II wojną światową uzyskał stopień doktora nauk medycznych.

## Wrzesień 1939
W sierpniu 1939 roku zgłosił się na ochotnika do służby wojskowej. Dostał przydział do Batalionu Sanitarnego na Powązkach. Po wybuchu wojny batalion ten wycofał się pod Brześć, gdzie rozbili go Niemcy. Ppor. Szczubełek wraz z częścią żołnierzy wyrwał się z okrążenia. Wycofał się na południowy wschód i dostał do niewoli radzieckiej. W czasie wywózki w głąb Związku Sowieckiego uciekł z transportu. W październiku 1939 roku wrócił do Warszawy.

## Okupacja w Warszawie
Po powrocie do Warszawy Szczubełek zaczął działać w konspiracji. 17 października spotkał się z Cyprianem Odorkiewiczem „Krybarem”, byłym komendantem dzielnicowym Obrony Przeciwlotniczej Warszawa-Północ w kampanii wrześniowej, i po rozmowie z nim przystąpił do tworzenia na Sadybie w ramach Służby Zwycięstwu Polski zgrupowania pod nazwą „Warszawianka”, które obejmowało swym zasięgiem teren od Wilanowa do ul. Chełmskiej, ul. Sobieskiego do Wisły. 15 czerwca 1943 roku „Warszawianka” została podporządkowana Armii Krajowej jako 5. Rejon Obwodu V – Mokotów. Komendantem rejonu został ppor. „Jaszczur” (M. Czesław Szczubełek). Rejon 5. przyjął kryptonim „Oaza”.
W kwietniu 1944 roku komendantowi 5. Rejonu została podporządkowana 8 kompania WSOP oraz 3 baon WSOP por. Aleksandra Dąbskiego „Wilka”. W ramach tego Rejonu utworzono baon szkieletowy „Oaza” (dowódcą został rtm. „Gryf” Emil Vacqueret), który na godzinę „W” składał się z trzech kompanii strzeleckich, kompanii kaem, plutonu saperów, plutonu łączności i sanitariatu. Kompaniami strzeleckimi dowodzili: ppor. Stanisław Kazubski „Stasiw”, ppor. Ryszard Kitalla „Huragan” i Józef Goszyk „Grot”. Kompanie liczyły po kilkadziesiąt osób. Czwartą kompanią kaem dowodził st. sierż. Stanisław Ratajczak „Wojtek”, plutonem saperów ppor. Stanisław Słowakiewicz „Korab”, plutonem łączności ppor. „Wirnot”, szefem sanitariatu został dr Mieczysław Sosnowski „Datura”.

## Powstanie warszawskie
Na koncentrację (przy mostku nad Jeziorkiem Czerniakowskim) zgłosiło się 211 żołnierzy, a więc 100% stanu ewidencyjnego, w tym 13 oficerów, 5 podchorążych, 43 podoficerów, 126 szeregowców i 24 kobiety.
1 sierpnia 1944 roku godz. 11:00 w mieszkaniu por. „Jaszczura” przy ul. Morszyńskiej 3 odbyła się odprawa, na której powiadomiono poszczególnych dowódców o godzinie „W” i przypomniano zadania ciążące na Rejonie. Na kwaterę dowództwa „Jaszczur” wybrał willę przy Powsińskiej 24 (dzisiaj 104) (Willa Podgórskich).
Pierwsza kompania miała obsadzić ul. Powsińską, zaś 3 kompania ul. Sobieskiego na wysokości Fosy Bernardyńskiej przy ul. Idzikowskiego, by w ten sposób zamknąć drogi wylotowe z Warszawy. Siły niemieckie na Sadybie były niewielkie. Załoga Fortu Czerniakowskiego liczyła około 50 żołnierzy, w pobliżu figury św. Jana Nepomucena za ul. Ojcowską (obecnie przy skrzyżowaniu ul. Wiertniczej i ul. Augustówka) mieściło się stanowisko reflektora przeciwlotniczego z kilkuosobową załogą, drugie natomiast w pobliżu placu Bernardyńskiego między ulicą Idzikowskiego a Powsińską. Część oficerów Rejonu proponowała, aby najpierw uderzyć na fort, a potem przejść do natarcia na reflektor przy placu Bernardyńskim, ale por. Jaszczur sprzeciwił się temu, twierdząc, że nie otrzymał takiego rozkazu z Komendy V Obwodu. Do oddziałów Sadyby dołączył się także por. „Wilk” z kompanią WSOP.
1 sierpnia zdobyto stanowisko reflektora przeciwlotniczego, biorąc 7 jeńców i zdobywając karabin maszynowy MG 15. 2 sierpnia o świcie komendant „Jaszczur”, po przegranej potyczce z Niemcami na ul. Sobieskiego i poniesieniu kolejnych strat, rozwiązał oddziały Rejonu i z kompanią kaem st. sierż. „Wojtka” (Stanisława Ratajczaka) utworzył oddział, który bez strat wycofał się do Lasu Kabackiego, gdzie pod nazwą Kompanii Warszawskiej podporządkował się komendantowi 5. Rejonu Obwodu „Obroża”. „Jaszczur” pozostał na Sadybie, gdzie już 3 sierpnia nawiązał kontakt z dowódcą Zgrupowania Pułku „Baszta” Stanisławem Kamińskim „Danielem”. Fort Dąbrowskiego został 7 sierpnia opuszczony przez Niemców i obsadzony przez załogę „Jaszczura”.
Po powrocie z lasu kompania kaem została wcielona 18 sierpnia do 1 kompanii 5. Rejonu kpt. cichociemnego „Cichego” Juliana Kozłowskiego. Kompania stoczyła walki 18/19 sierpnia w Wilanowie, gdzie poległ kpt. „Cichy”, na placu Bernardyńskim i na ul. Czerniakowskiej, w okolicy Chełmskiej. Od 22 sierpnia 1944 roku Sadybę zasiliły oddziały przeprawiające się przez Wisłę z Grochowa, Pragi i Obwodu w liczbie ok. 200 żołnierzy.
26 sierpnia 1944 roku odtworzono baon „Oaza”, pod dowództwem kpt. „Janusza” (Jacka Janusza Wyszogrodzkiego) w składzie 3 kompanii: por. „Leguna” (Czesława Zawadzkiego), por. „Maksa” (Floriana Kołodziejczyka), por. „Barnaby” (Janusza Spiechowicza) i plutonu PAL por. „Genka” (Stanisława Ziemskiego). Baony „Oaza” i „Ryś” – z dowódcą rtm. A. Czaykowskim „Gardą” – i z innymi oddziałami stworzyły pułk AK „Waligóra” pod dowództwem ppłk. Adama Remigiusza Grocholskiego „Waligóry”.
Punkty sanitarne baonu „Oaza” rozmieszczone były m.in. przy ul. Okrężnej i Morszyńskiej oraz w willi Podgórskich przy ul. Powsińskiej 24.
1 września 1944 roku o godz. 10:30-11:00 w narożne kazamaty fortu Czerniakowskiego uderzyła bomba, od której zginęło powstańcze dowództwo Sadyby: 24 oficerów i żołnierzy, w tym por. Szczubełek. Inne źródła wskazują na godz. 17:00.
1-2 września baon wycofał się na Dolny Mokotów, walczył od 3 do 27 września w rejonach ulic: Piaseczyńska, Konduktorska, na Sielcach, Dolnej i Puławskiej. Poległo 180 żołnierzy spośród ponad 500 walczących. Po śmierci Szczubełka komendantem V Rejonu został Jacek Janusz Wyszogrodzki „Janusz”, który po 15 września został dowódcą połączonych baonów „Oaza-Ryś”, a po zranieniu ppłk. „Waligóry” 25 września objął dowodzenie 30 pułkiem piechoty AK „Waligóra”.

## Odznaczenia
- Order Wojenny Virtuti Militari V klasy
- Krzyż Walecznych
- Złoty Krzyż Zasługi z Mieczami[1]

## Upamiętnienie
Imieniem Czesława Szczubełka nazwano po wojnie park wokół ul. Morszyńskiej i fosy Fortu Czerniakowskiego, znajduje się tam głaz z wyrytym napisem upamiętniającym żołnierzy batalionu AK „Oaza” o treści (wersalikami): „Pamięci żołnierzy AK batalionu «Oaza» 1939–1944”.